# يوليوس فون هارتمان
يوليوس فون هارتمان (بالألمانية: Julius von Hartmann) (و. 1817 – 1878 م) هو مؤلف من الإمبراطورية الألمانية، ولد في هانوفر، ويحمل رتبة عسكرية فريق أول، توفي في بادن بادن، عن عمر يناهز 61 عاماً.